# St. Peter (Wielenbach)

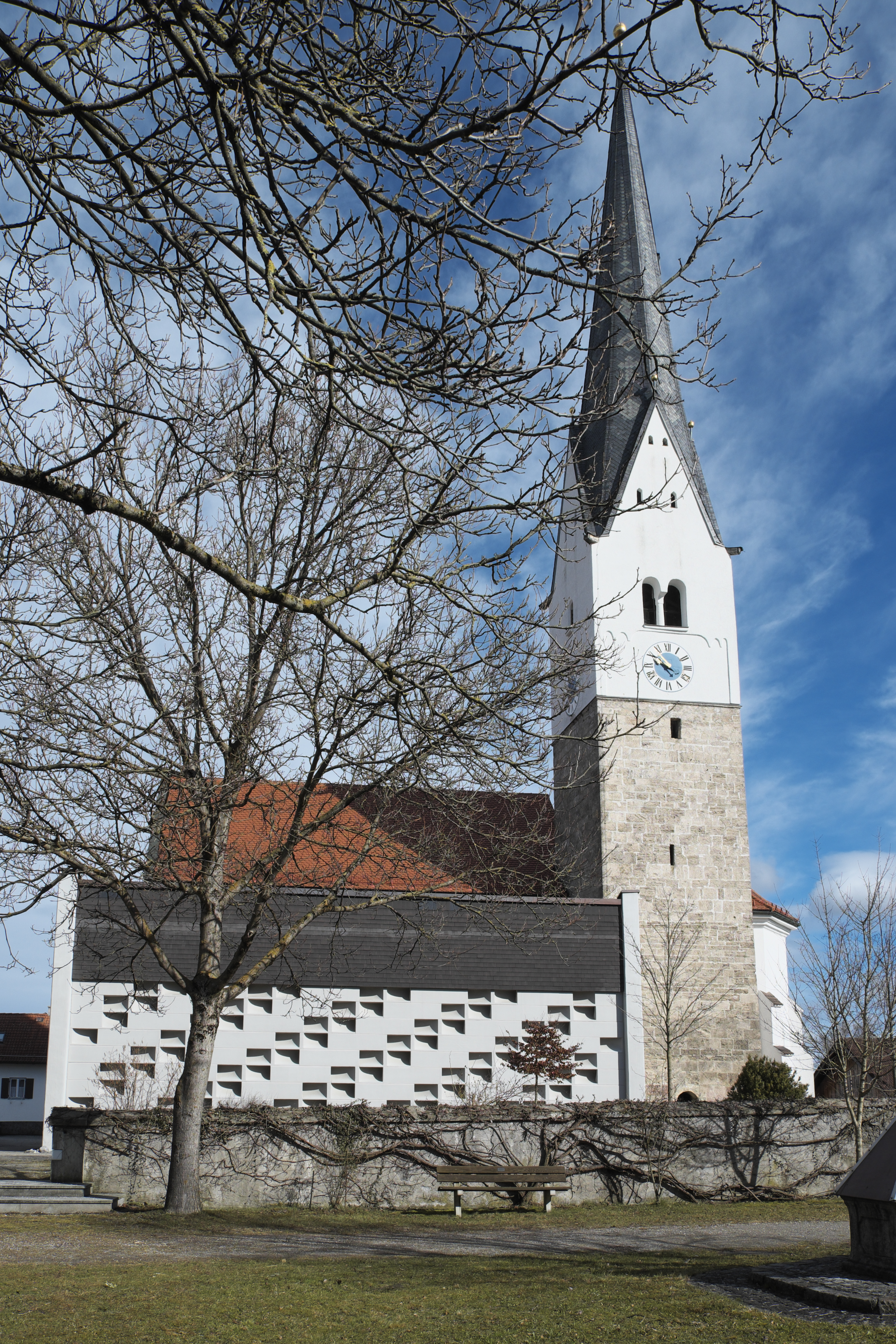
Pfarrkirche St. Peter

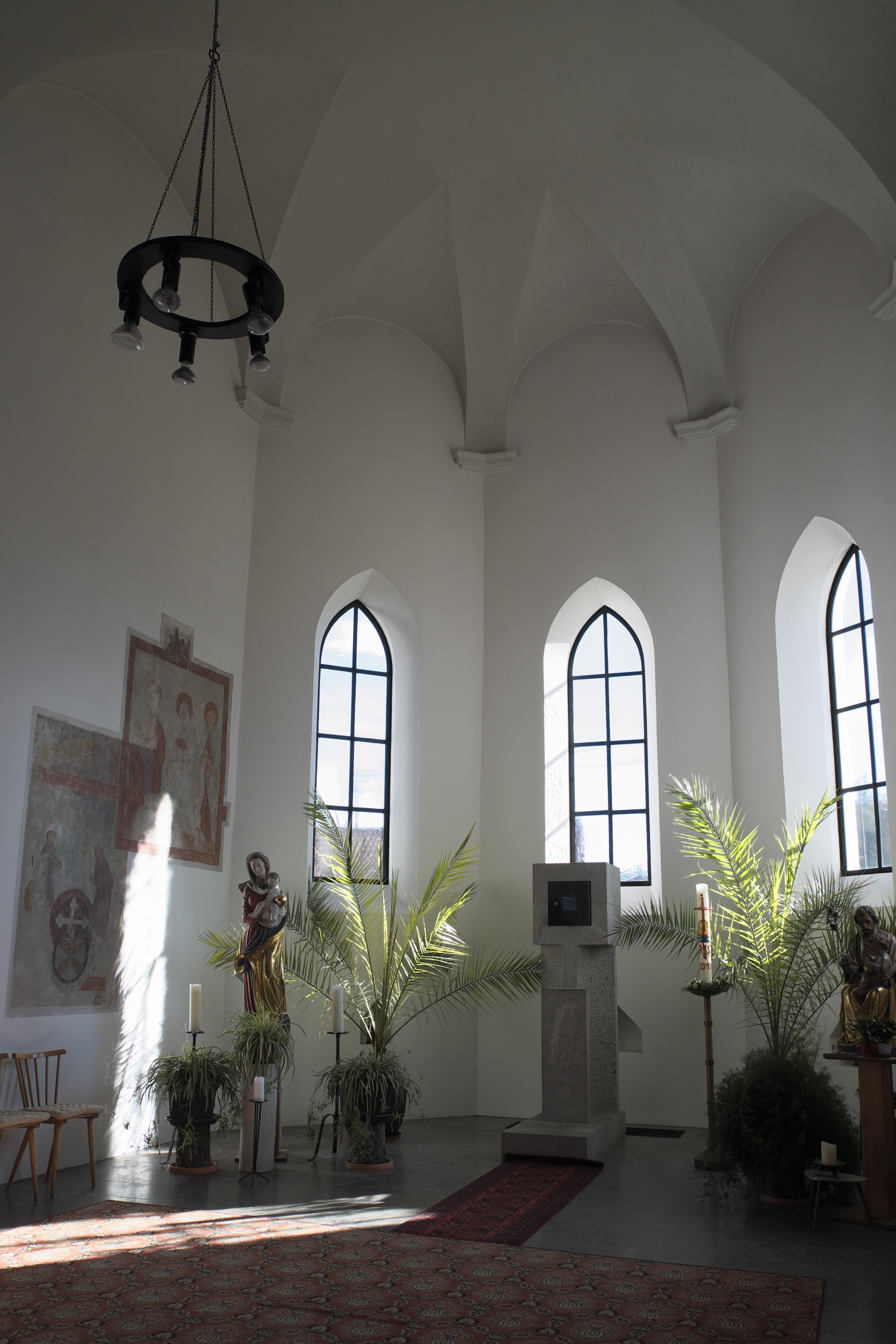
Chor

Die katholische Pfarrkirche St. Peter in Wielenbach, einer Gemeinde im oberbayerischen Landkreis Weilheim-Schongau, geht auf einen spätromanischen Kirchenbau aus dem frühen 13. Jahrhundert zurück, von dem nur noch der Unterbau des Turms erhalten ist. Der gotische Chor stammt aus dem 16. Jahrhundert und besitzt noch Wandmalereien aus der Bauzeit. Im heutigen Langhaus aus den 1970er Jahren sind zahlreiche Skulpturen aus der Vorgängerkirche erhalten. Die Kirche ist dem Apostel Petrus geweiht und gehört zu den geschützten Baudenkmälern in Bayern.

## Geschichte
Die Wielenbacher Kirche wird erstmals im Jahr 1244 in einer Urkunde erwähnt, in der der bayerische Herzog Otto II. das Patronat der Pfarrkirche dem Kloster Wessobrunn übertrug.

## Architektur
Im südlichen Chorwinkel steht der älteste erhaltene Teil der Kirche, der quadratische Unterbau des Turms, der aus unverputzten Tuffquadern errichtet ist. 1563 wurde das obere Geschoss in Backstein aufgemauert und der heutige fünfseitig geschlossene Chor mit seinen gestuften Strebepfeilern errichtet. 1723 musste das baufällig gewordene Langhaus erneuert werden. Das durch Joseph Schmuzer im Stil des Barock errichtete Schiff wurde 1739 geweiht. Gegen Ende des 19. Jahrhunderts wurde die Kirche neu ausgemalt und erhielt eine neue Ausstattung im Stil der Neuromanik. In den Jahren 1970/71 wurde das Schiff mit Ausnahme der Westwand abgebrochen und durch den Architekten Theo Wieland durch einen quer zum Chor verlaufenden Neubau ersetzt. Der ursprünglich frei an der Südseite der Kirche stehende Turm wurde mit dem Chor verbunden. Die Chorfenster, die im Zuge der barocken Neugestaltung der Kirche rundbogig umgeformt worden waren, erhielten ihr spitzbogiges Aussehen zurück.

## Fresken
An der nördlichen Chorwand sind Fresken aus dem 16. Jahrhundert erhalten. Auf einer Szene ist die Kreuzigung Christi mit Maria, die unter dem Kreuz steht, dargestellt. Auf weiteren Szenen sieht man Heilige und Weihekreuze mit der Hand Gottes.

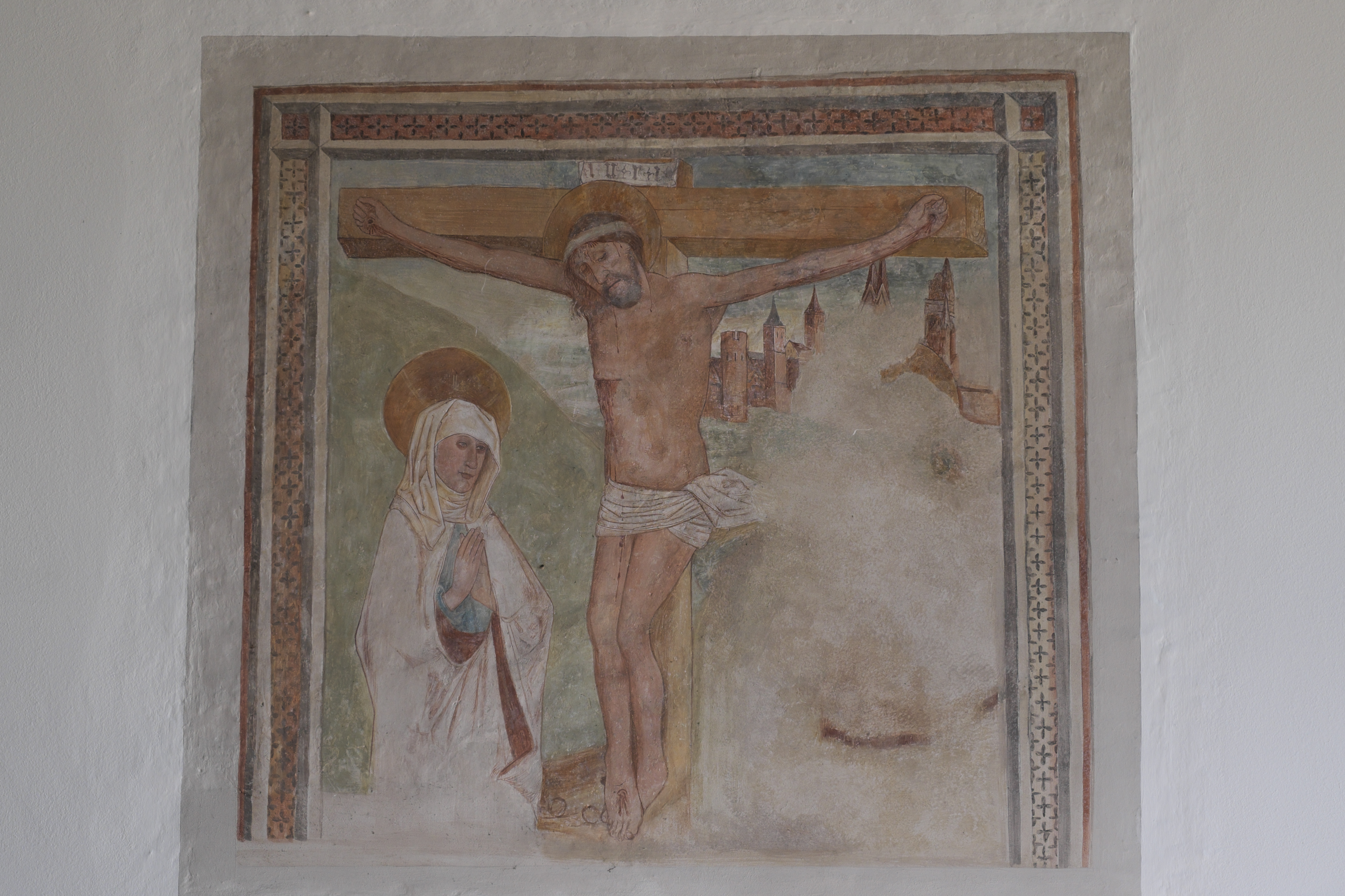
Kreuzigung
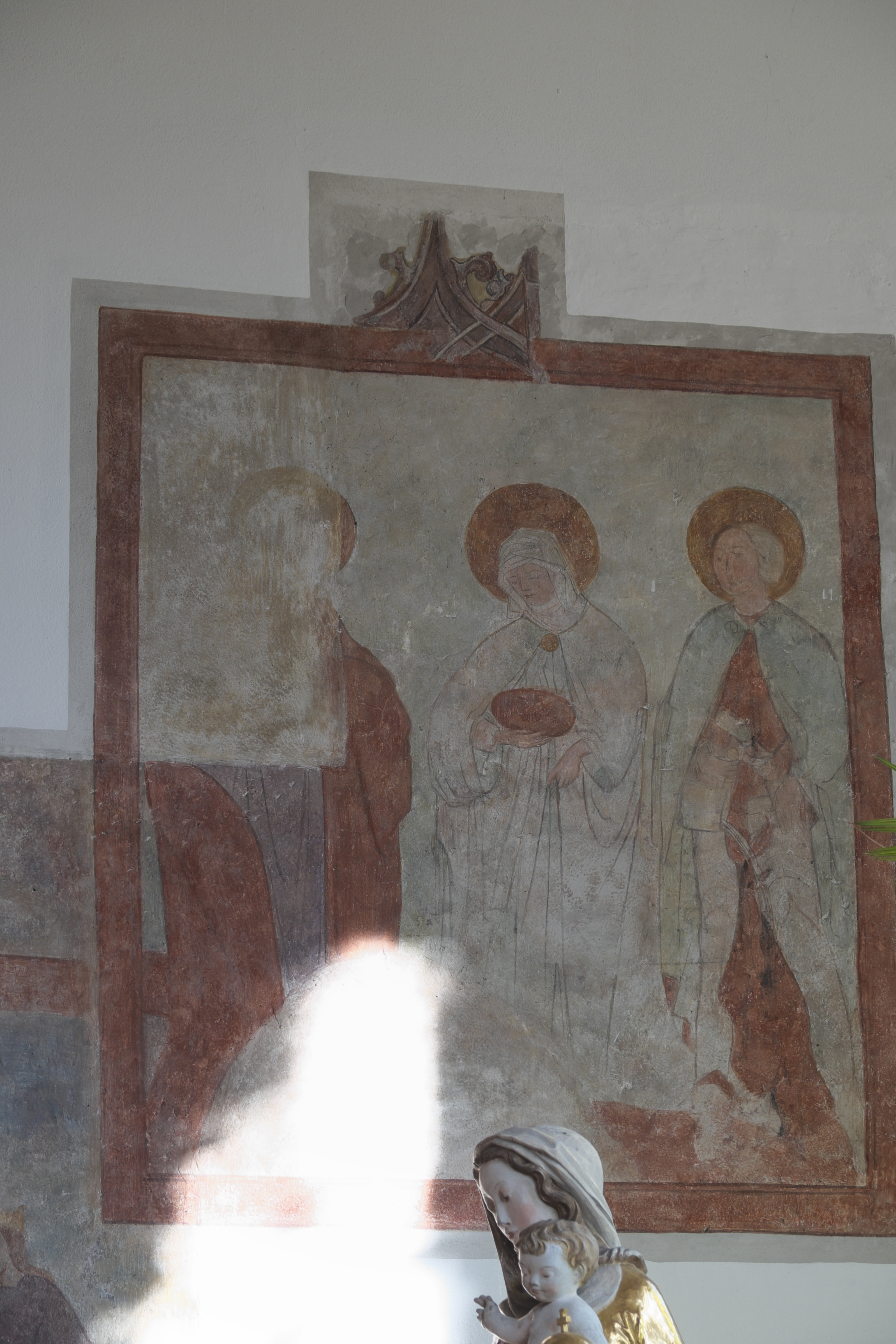
Heilige
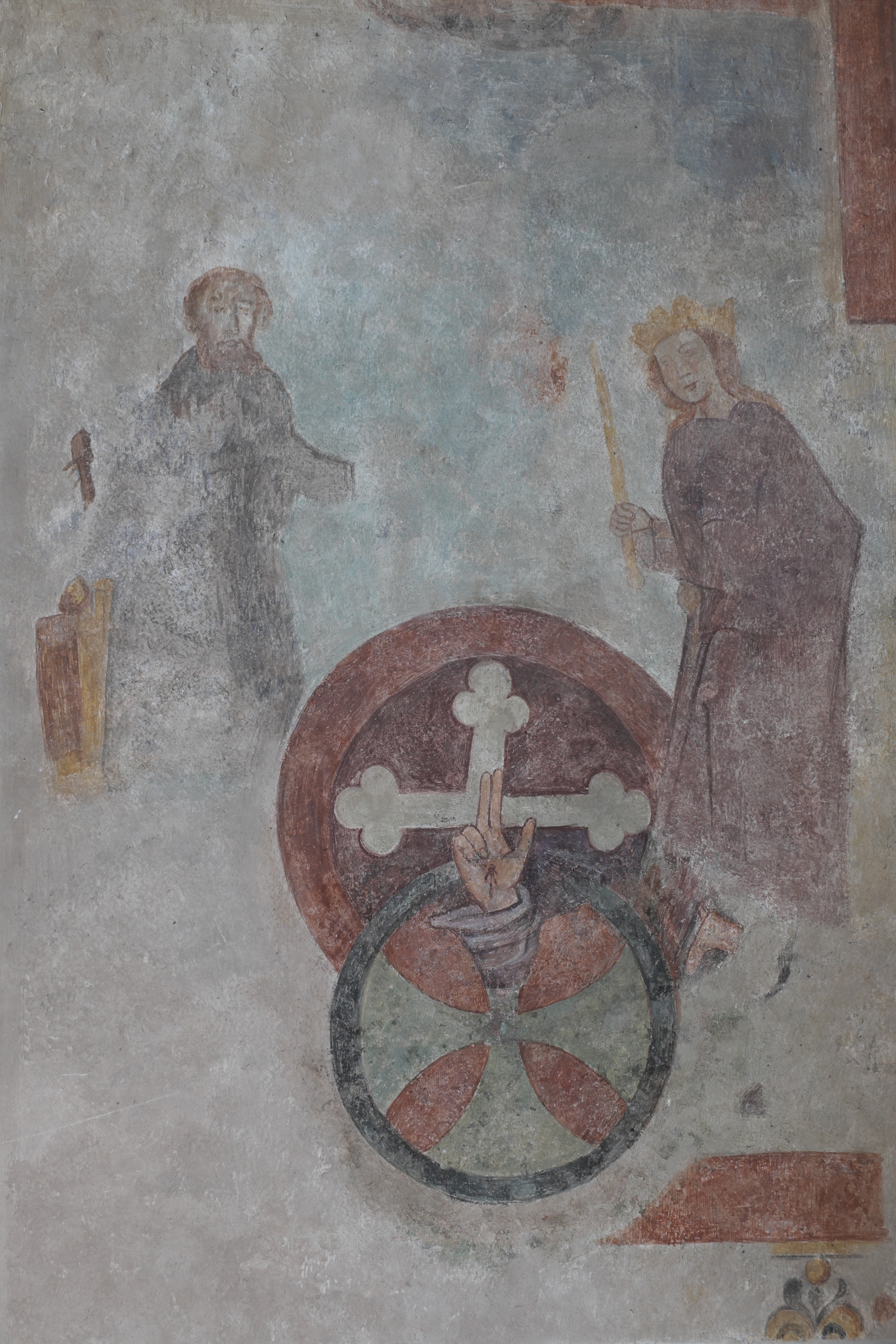
Heilige und Weihekreuze
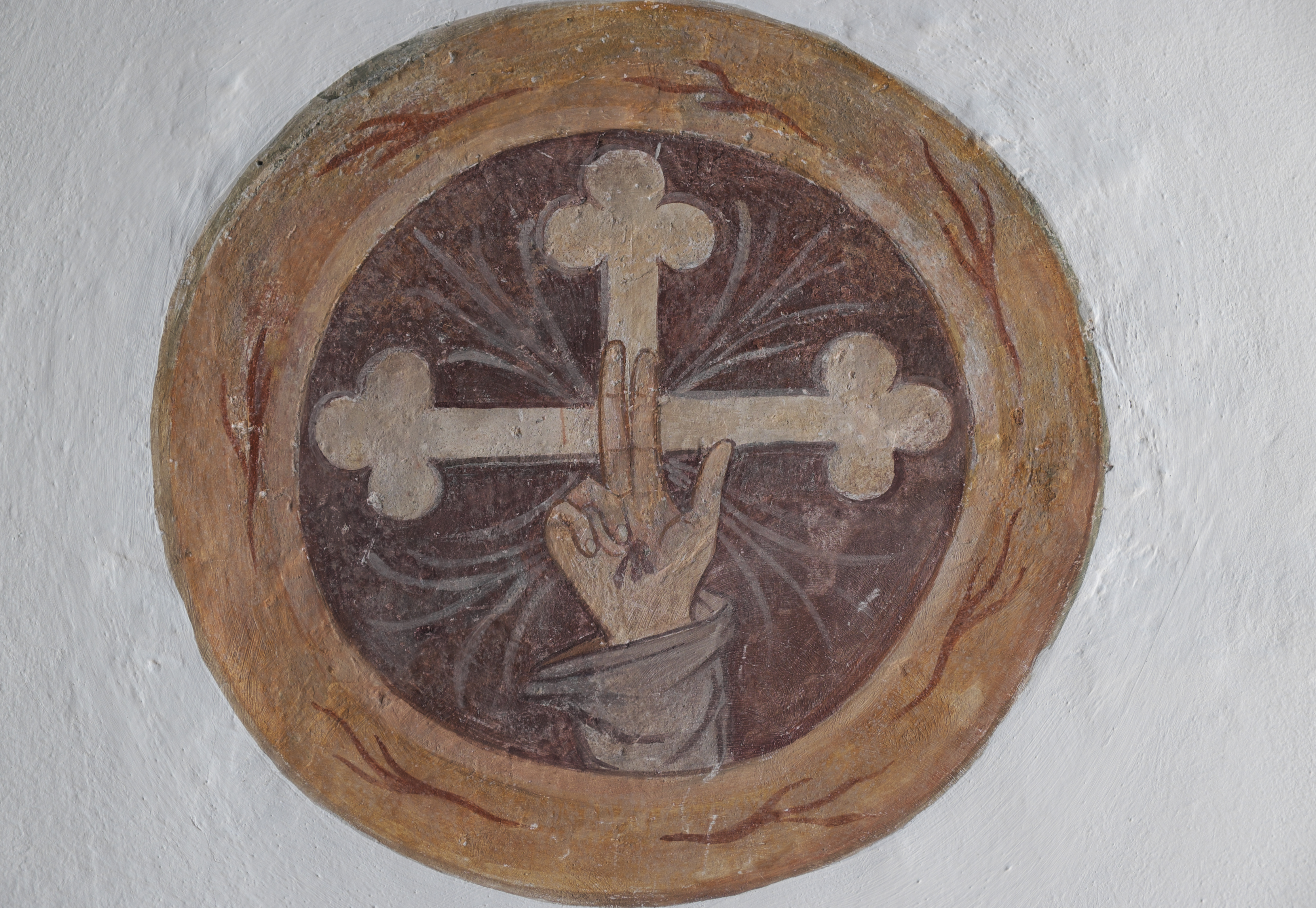
Weihekreuz und Hand Gottes

## Abendmahlrelief
Ältestes Ausstattungsstück ist ein geschnitztes Relief eines Abendmahles aus der Zeit um 1500.

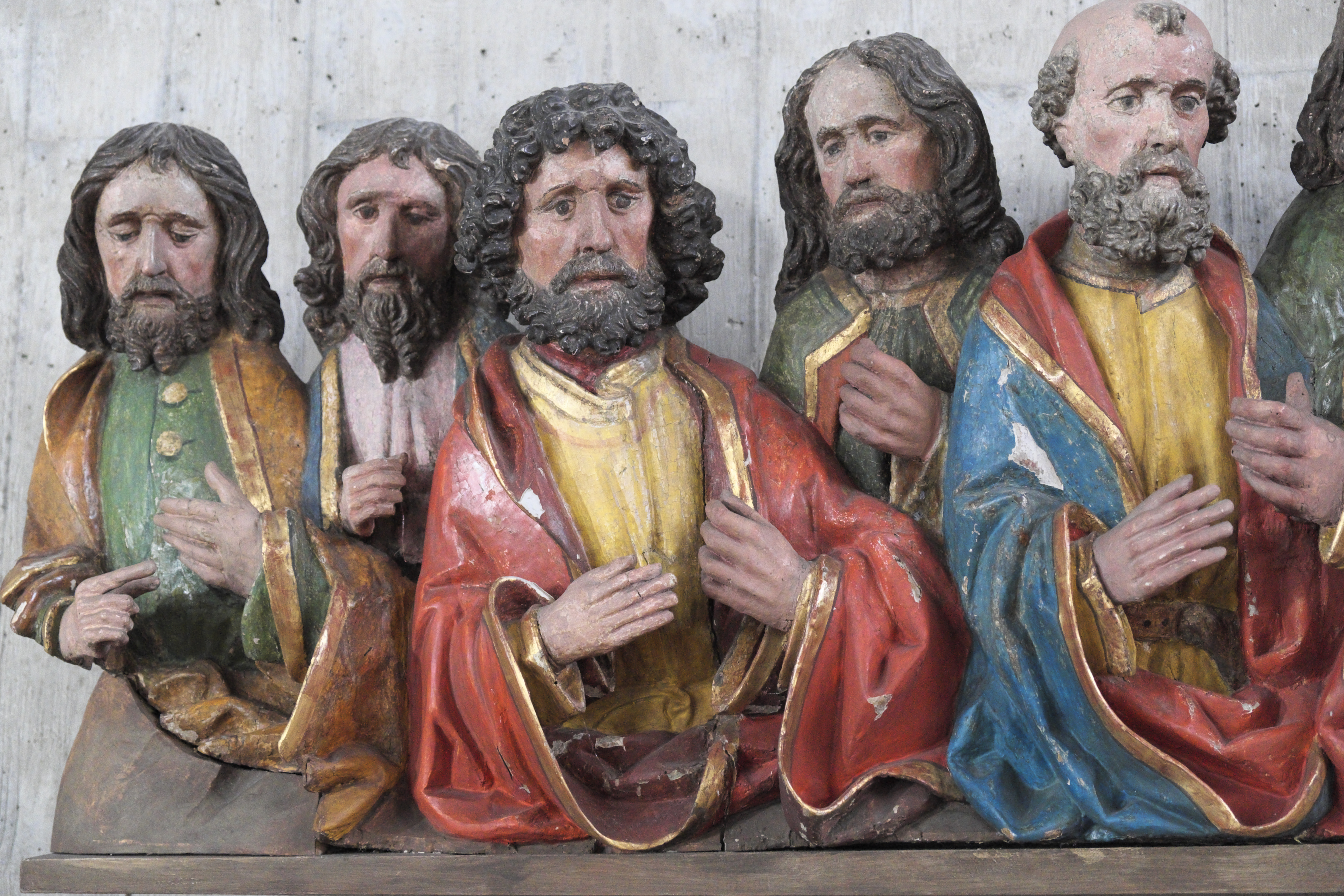
Abendmahl
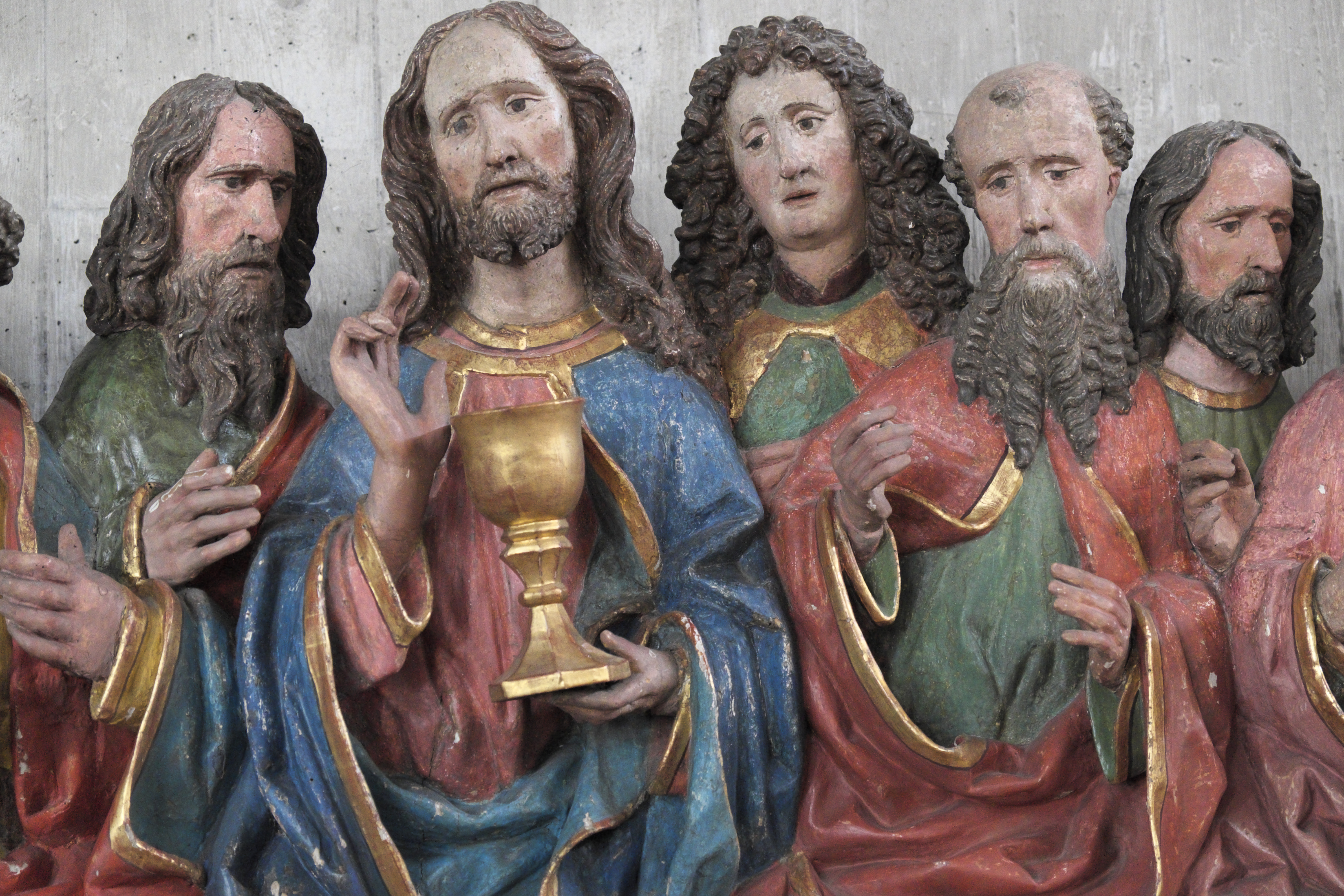
Abendmahl
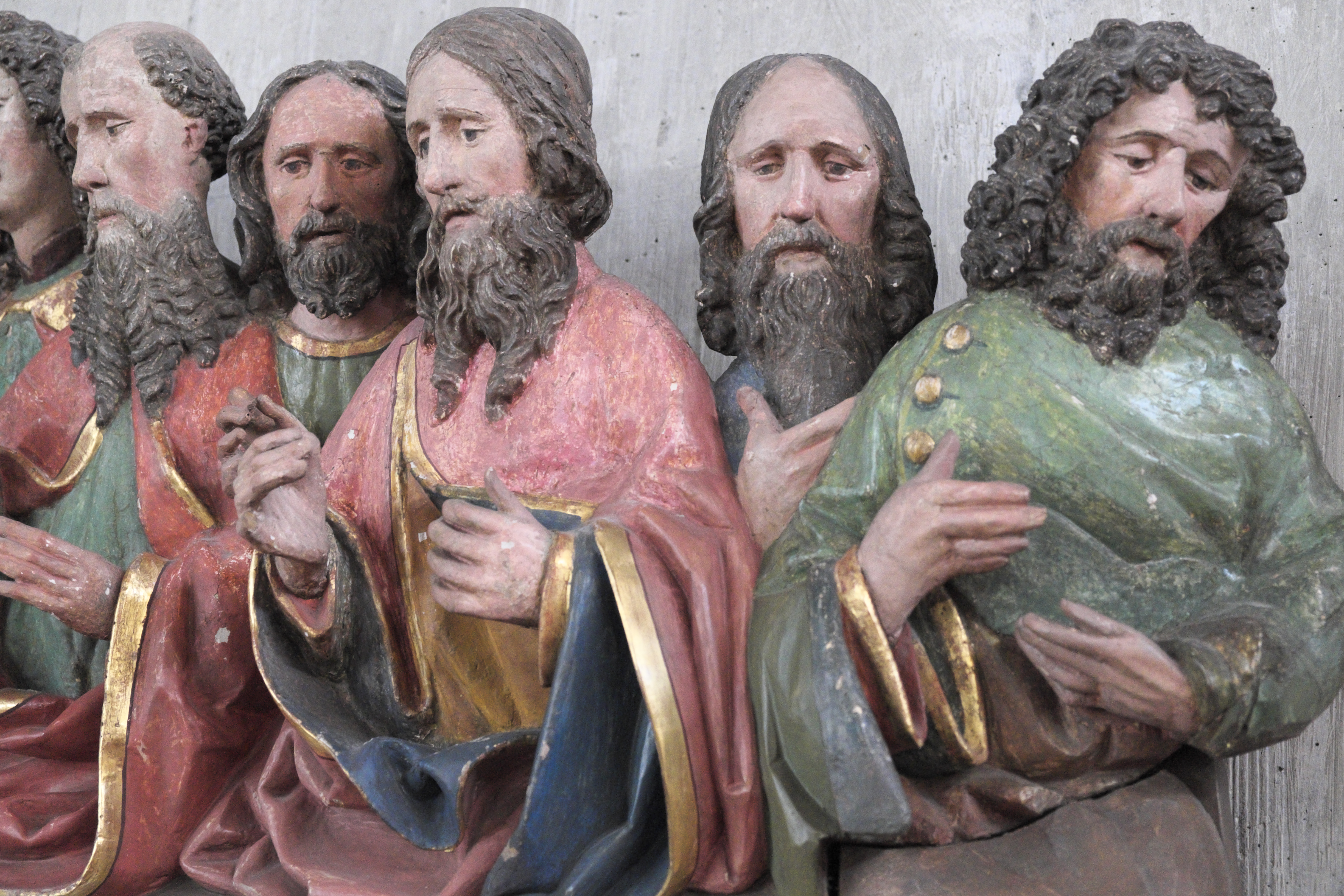
Abendmahl

## Orgel

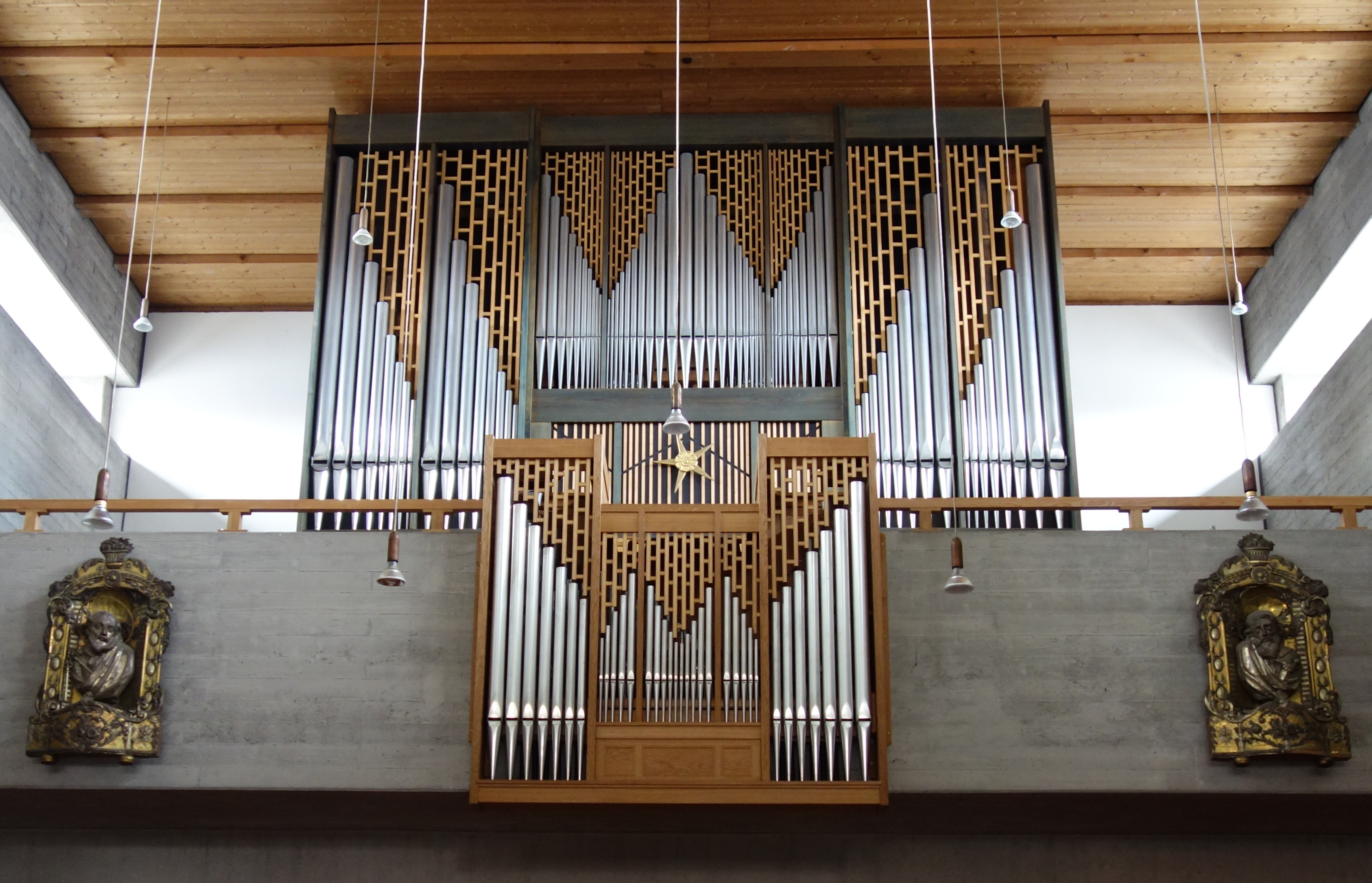
Die Orgel

Die Orgel mit 16 Registern auf zwei Manualen und Pedal wurde 1995 von Josef Maier aus Hergensweiler gebaut. Dabei wurden 5 Register aus dem Vorgängerinstrument von Günter Ismayr übernommen. Die Disposition lautet:
| I Rückpositiv  |       |
| Holzgedeckt    | 8′    |
| Principal      | 4′    |
| Hohlflöte      | 4′    |
| Sesquialter II | 2 ⁄3′ |
| Oktave         | 2′    |
| Schalmei       | 8′    |
| Tremulant      |       |

| II Hauptwerk |       |
| Holzflöte    | 8′    |
| Salicional   | 8′    |
| Principal    | 4′    |
| Nasard       | 2 ⁄3′ |
| Octave       | 2′    |
| Mxtur IV     | 1 ⁄3′ |

| Pedal     |     |
| Subbaß    | 16′ |
| Octavbaß  | 8′  |
| Choralbaß | 4′  |
| Fagott    | 16′ |

- Koppeln: I/II, II/P, I/P
- Bemerkungen: Schleiflade, mechanische Spiel- und Registertraktur

## Weitere Ausstattung

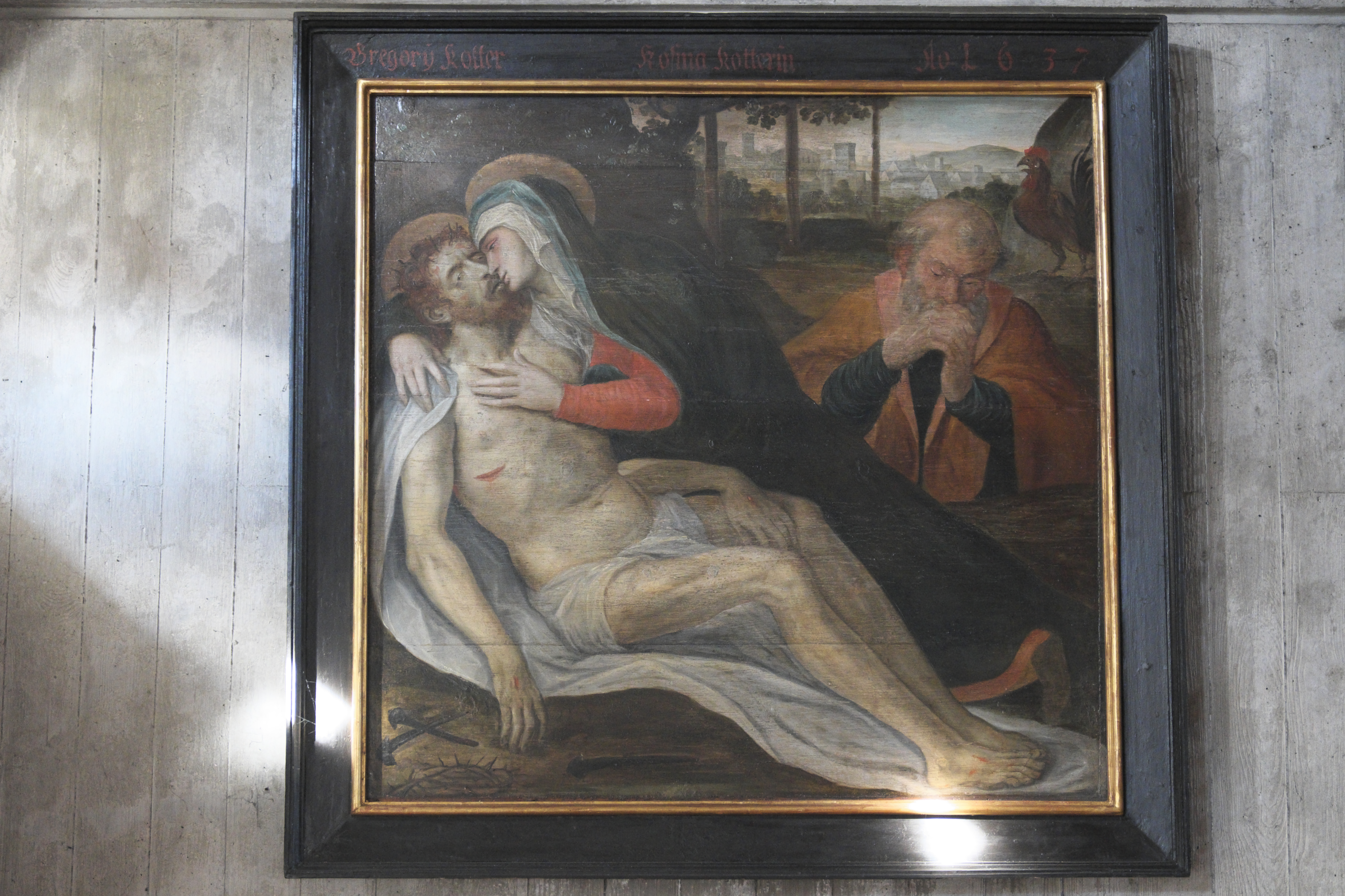
Pietà

- Neben dem Eingang hängt ein Gemälde von 1637, auf dem eine Pietà dargestellt ist. Im Hintergrund erkennt man den reuigen Apostel Petrus, den der Hahn daran erinnert, dass er Jesus verleugnet hat.
- Im Chor hängen zwei ehemalige Seitenaltarbilder aus der Zeit um 1723. Ein Gemälde stellt die Heilige Sippe dar, das andere das Martyrium des heiligen Sebastian.
- Vier Büsten stellen die Kirchenväter dar, den heiligen Augustinus, Papst Gregor, den heiligen Ambrosius und den heiligen Hieronymus. Sie sind Arbeiten von 1729/30.
- Die Büsten Christi und der Apostel Petrus und Paulus stammen aus der Zeit um 1720/30.
- Die Schnitzfiguren des heiligen Leonhard, der heiligen Barbara, des heiligen Rochus, der heiligen Elisabeth von Thüringen und des heiligen Isidor wurden um 1720/30 gefertigt.
- Die Figur des Apostels Petrus in der Darstellung als Papst wird ins späte 17. Jahrhundert datiert.

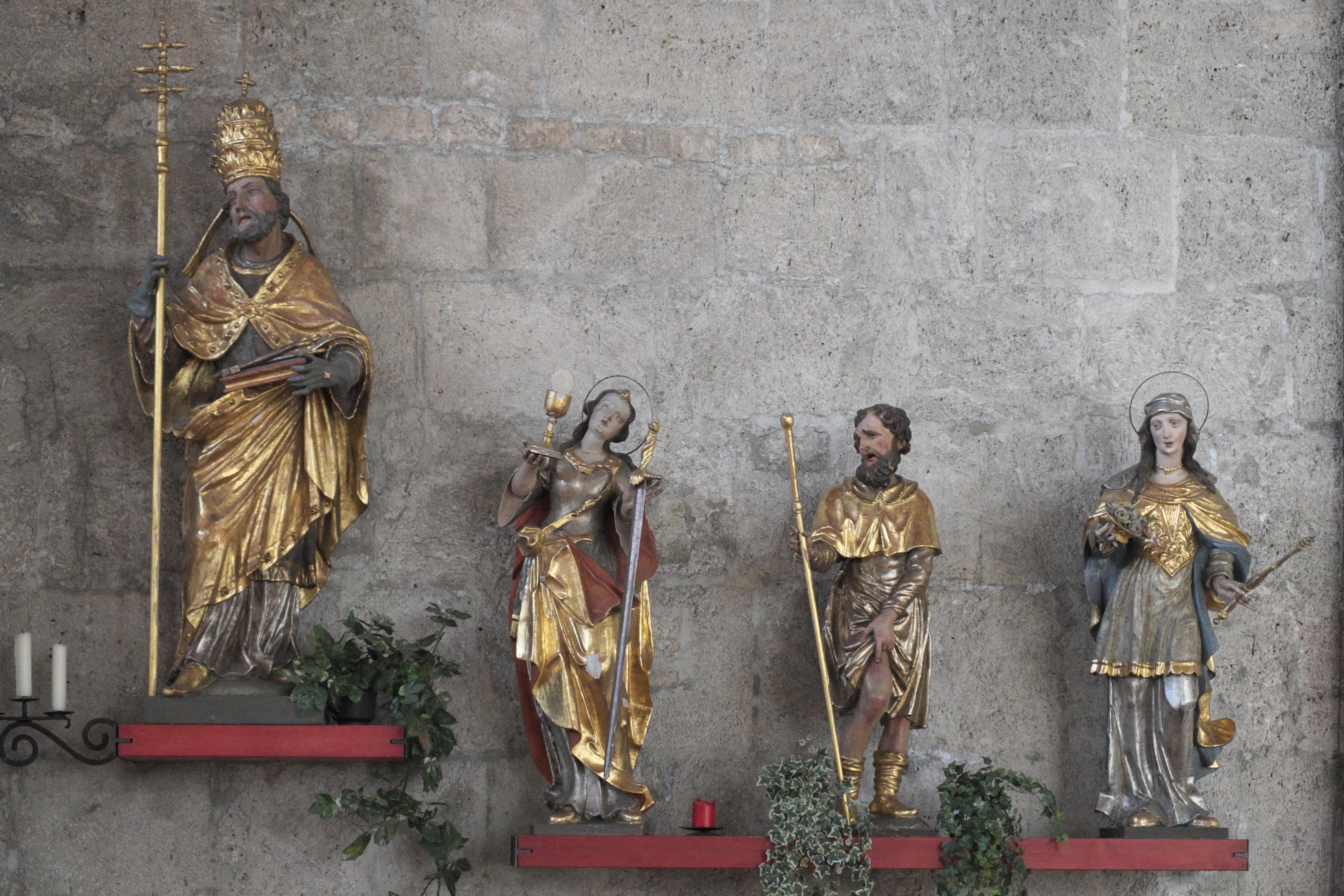
Apostel Petrus, heilige Barbara, heiliger Rochus, heilige Elisabeth
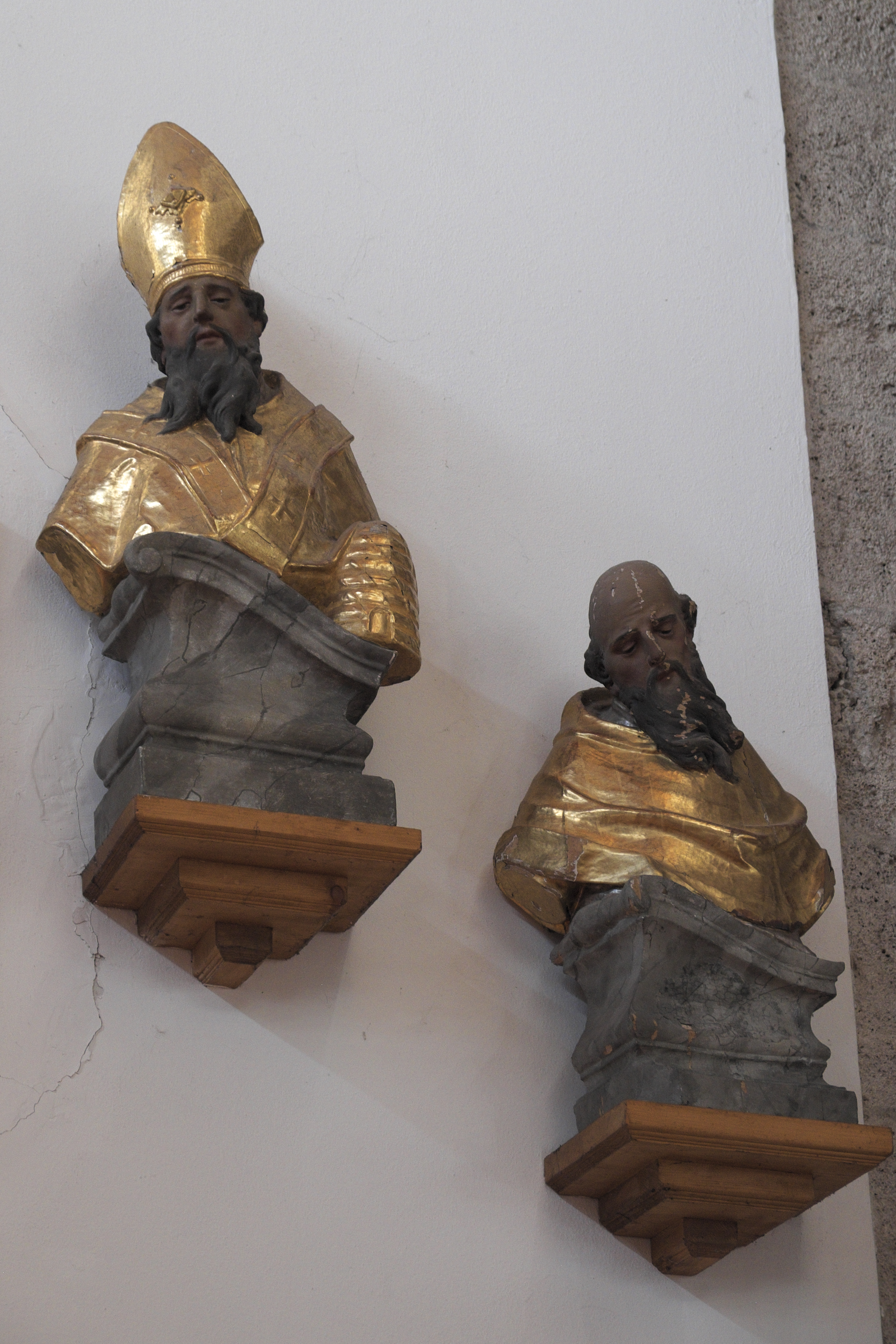
Ambrosius und Hieronymus
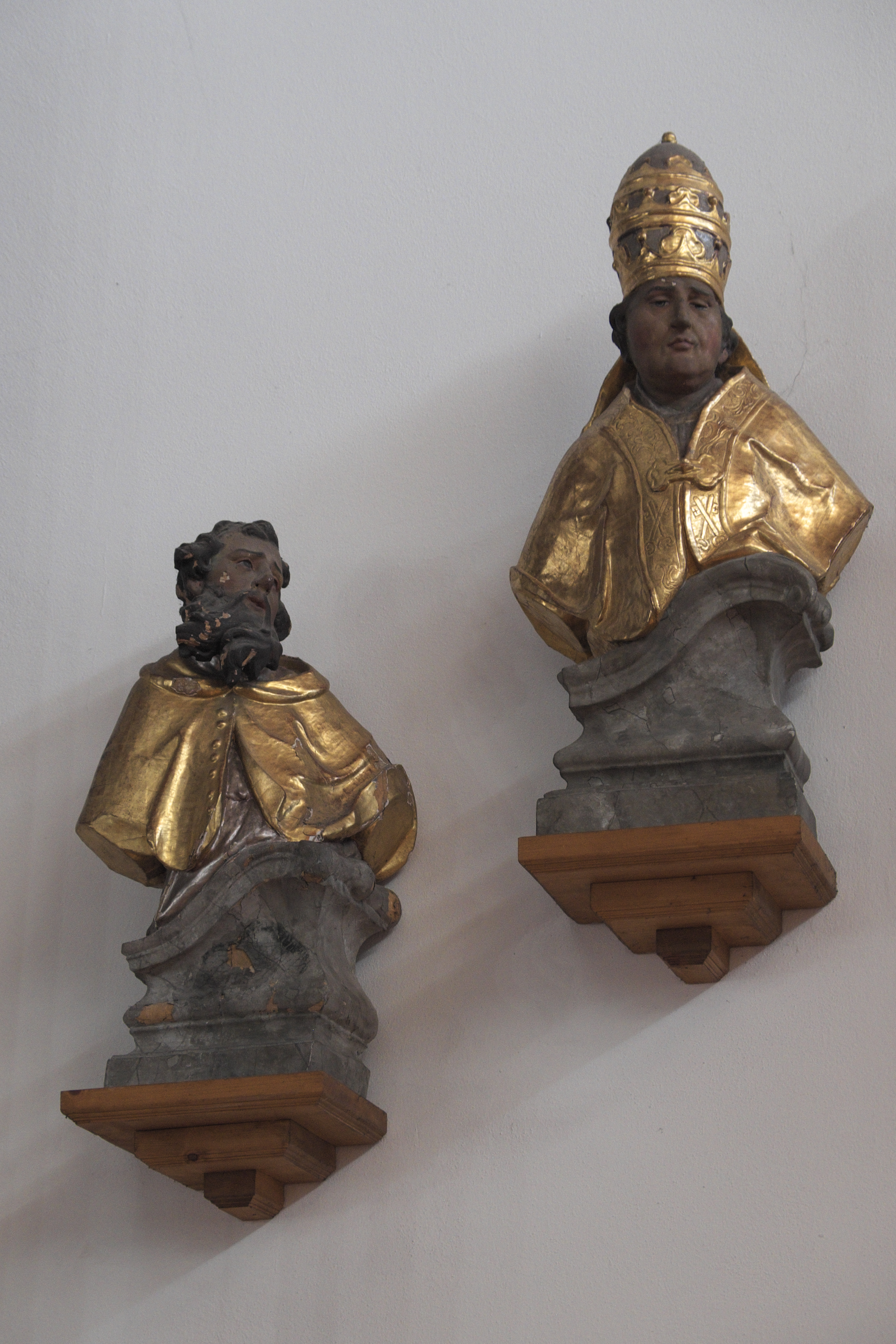
Augustinus und Papst Gregor
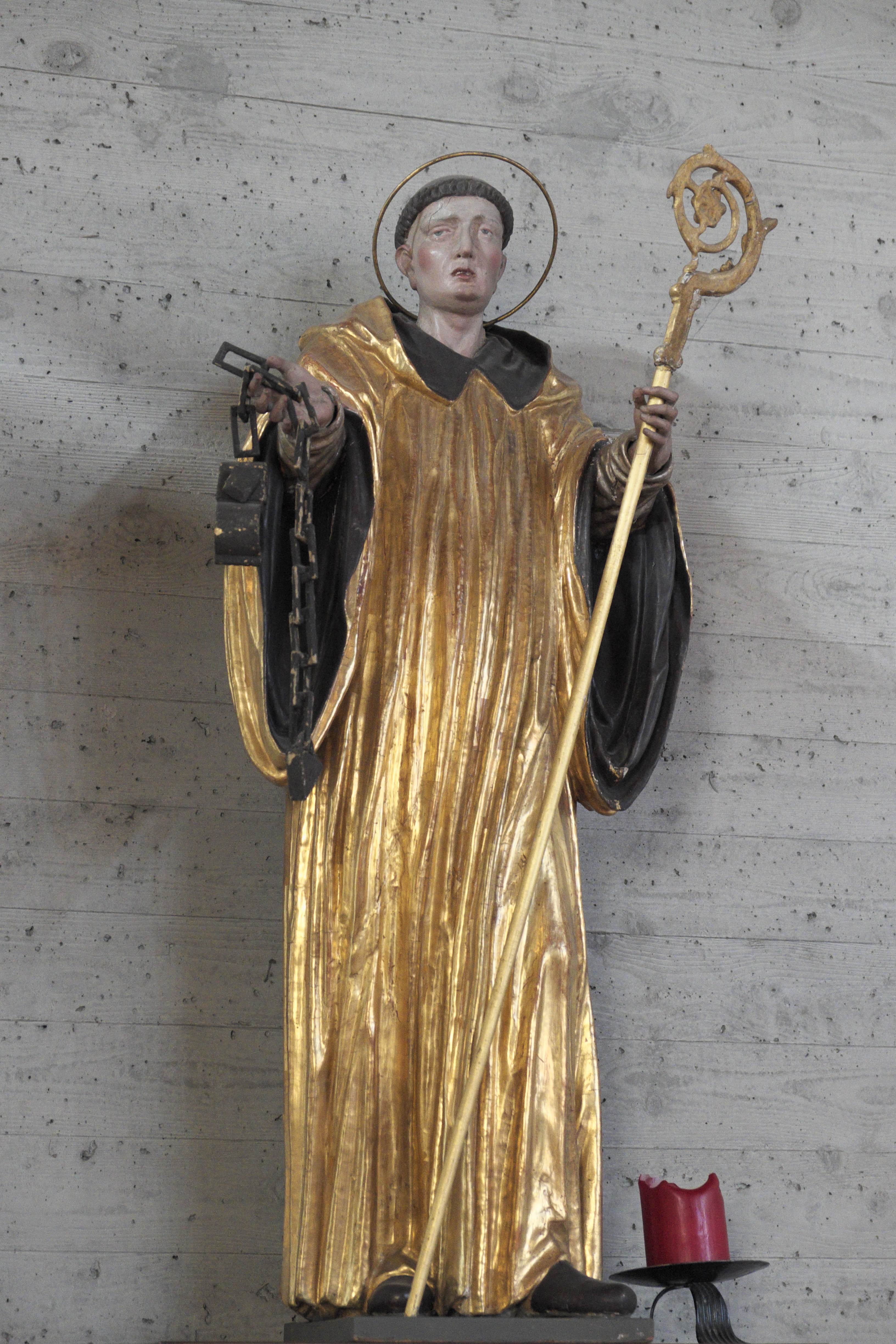
Heiliger Leonhard